# 2016–2017-es magyar labdarúgó-bajnokság (harmadosztály)
A 2016–2017-es magyar labdarúgó-bajnokság harmadosztálya ötvennégy csapat részvételével. A bajnokságban három csoportra bontva mérkőznek meg a csapatok. A három csoport győztese feljut az NB II-be.

## Keleti-csoport

### Részt vevő csapatok
| Keleti-csoport klubjai      | Település             | Előző szezon                             |
| --------------------------- | --------------------- | ---------------------------------------- |
| BKV Előre SC                | Budapest, 8. kerület  | NB III Nyugati csoport 8. helyezettje    |
| Diósgyőri VTK 2             | Miskolc               | NB III Keleti csoport 12. helyezettje    |
| DVSC-DEAC                   | Debrecen              | NB III Keleti csoport 11. helyezettje    |
| Erzsébeti Spartacus MTK LE  | Budapest, 20. kerület | NB III Közép csoport 11. helyezettje     |
| FC Hatvan                   | Hatvan                | NB III Keleti csoport 5. helyezettje     |
| Hajdúböszörményi TE         | Hajdúböszörmény       | Hajdú-Bihar megyei első osztály nyertese |
| Jászberényi FC              | Jászberény            | NB III Keleti csoport 8. helyezettje     |
| KBSC                        | Kazincbarcika         | NB III Keleti csoport 6. helyezettje     |
| Monor SE                    | Monor                 | NB III Közép csoport 12. helyezettje     |
| MTK Budapest FC 2           | Budapest, 8. kerület  | NB III Nyugati csoport 9. helyezettje    |
| Nyírbátori FC               | Nyírbátor             | NB III Keleti csoport 14. helyezettje    |
| Putnok FC                   | Putnok                | NB III Keleti csoport 4. helyezettje     |
| Rákosmente KSK              | Budapest, 17. kerület | NB III Keleti csoport 7. helyezettje     |
| Rákospalotai EAC            | Budapest, 15. kerület | NB III Keleti csoport 16. helyezettje    |
| Somos SE                    | Somoskőújfalu         | NB III Keleti csoport 9. helyezettje     |
| Tállya KSE                  | Tállya                | NB III Keleti csoport 13. helyezettje    |
| Termálfürdő FC Tiszaújváros | Tiszaújváros          | NB III Keleti csoport 15. helyezettje    |
| Újpest FC 2                 | Budapest, 4. kerület  | NB III Keleti csoport 10. helyezettje    |

## Közép-csoport

### Részt vevő csapatok
| Közép-csoport klubjai               | Település             | Előző szezon                            |
| ----------------------------------- | --------------------- | --------------------------------------- |
| Békéscsaba 1912 Előre 2             | Békéscsaba            | NB III Közép csoport 14. helyezettje    |
| Budafoki MTE-Újbuda FC              | Budapest, 22. kerület | NB III Közép csoport 4. helyezettje     |
| Dabas SE                            | Dabas                 | NB III Közép csoport 3. helyezettje     |
| Dabas-Gyón FC                       | Dabas–Gyón            | Pest megyei első osztály nyertese       |
| Dunaharaszti MTK                    | Dunaharaszti          | NB III Közép csoport 7. helyezettje     |
| Dunaújváros Pálhalma Agrospeciál SE | Dunaújváros           | NB II egyik kiesője (15. helyezettként) |
| Ferencvárosi TC 2                   | Budapest, 9. kerület  | NB III Nyugati csoport 1. helyezettje   |
| Várfürdő-Gyulai Termál FC           | Gyula                 | NB III Közép csoport 13. helyezettje    |
| Hódmezővásárhelyi FC                | Hódmezővásárhely      | NB III Közép csoport 15. helyezettje    |
| Komlói Bányász SK                   | Komló                 | NB III Közép csoport 6. helyezettje     |
| Méhkeréki SE                        | Méhkerék              | Békés megyei első osztály nyertese      |
| Mórahalom VSE                       | Mórahalom             | Csongrád megyei első osztály nyertese   |
| Paksi FC 2                          | Paks                  | NB III Közép csoport 9. helyezettje     |
| PMFC                                | Pécs                  | Baranya megyei első osztály nyertese    |
| Pénzügyőr SE                        | Budapest, 2. kerület  | NB III Közép csoport 5. helyezettje     |
| Tolle UFC Szekszárd                 | Szekszárd             | NB III Közép csoport 16. helyezettje    |
| Szentlőrinc SE                      | Szentlőrinc           | NB III Közép csoport 8. helyezettje     |
| Szigetszentmiklósi TK-Erima         | Szigetszentmiklós     | NB II egyik kiesője (14. helyezettként) |

## Nyugati-csoport

### Részt vevő csapatok
| Nyugati-csoport klubjai | Település               | Előző szezon                                   |
| ----------------------- | ----------------------- | ---------------------------------------------- |
| Ajka FC                 | Ajka                    | NB II egyik kiesője (16. helyezettként)        |
| Tarr Andráshida SC      | Zalaegerszeg-Andráshida | NB III Nyugati csoport 7. helyezettje          |
| Budapest Honvéd MFA     | Budapest, 19. kerület   | NB III Közép csoport 10. helyezettje           |
| Csepel FC               | Budapest, 21. kerület   | NB III Nyugati csoport 14. helyezettje         |
| Csornai SE              | Csorna                  | NB III Nyugati csoport 15. helyezettje         |
| Diósdi TC-Select        | Diósd                   | NB III Nyugati csoport 13. helyezettje         |
| Érdi VSE                | Érd                     | NB III Nyugati csoport 10. helyezettje         |
| ETO FC Győr             | Győr                    | NB III Nyugati csoport 4. helyezettje          |
| Gyirmót FC Győr 2       | Gyirmót                 | Győr-Moson-Sopron megyei első osztály nyertese |
| III. Kerületi TVE       | Budapest, 3. kerület    | NB III Nyugati csoport 12. helyezettje         |
| Hévíz SK                | Hévíz                   | Zala megyei első osztály nyertese              |
| Kaposvári Rákóczi–BFLA  | Kaposvár                | Somogy megyei első osztály nyertese            |
| Komáromi VSE            | Komárom                 | Komárom-Esztergom megyei első osztály nyertese |
| Puskás Akadémia FC 2    | Felcsút                 | NB III Nyugati csoport 11. helyezettje         |
| Sárvári FC              | Sárvár                  | NB III Nyugati csoport 16. helyezettje         |
| FC Tatabánya            | Tatabánya               | NB III Nyugati csoport 5. helyezettje          |
| Veszprém LS             | Veszprém                | Veszprém megyei első osztály nyertese          |
| Videoton FC II          | Székesfehérvár          | NB III Nyugati csoport 6. helyezettje          |